# İsmet Yurtsü
İsmet Yurtsü (* 14. November 1938 in Tokat; † 23. März 2015 in Istanbul) war ein türkischer Fußballspieler.

## Karriere

### Im Verein
İsmet Yurtsü war von 1953 bis 1957 in der Jugend von Fenerbahçe Istanbul. Zur Saison 1957/58 wurde der Mittelfeldspieler von Feriköy SK verpflichtet. Ab der Spielzeit 1959/60 spielte Yurtsü mit Feriköy in der 1. Liga. Dort gehörte er fortan im Mittelfeld zu den Stammspielern. Yurtsü spielte bis zur Saison 1964/65 für Feriköy SK in 156 Ligaspielen und erzielte 20 Tore.
Im Sommer 1965 wechselte er zu Galatasaray Istanbul. Mit Galatasaray wurde er am Ende der Saison 1964/65 türkischer Pokalsieger. Sein zweites Jahr mit Galatasaray war gleichzeitig sein letztes für die Gelb-Roten. Er kehrte zu Feriköy SK zurück und stieg mit seinen Teamkollegen nach der Saison 1967/68 in die 2. Liga ab. 
Seine Karriere beendete Yurtsü bei Sarıyer SK im Sommer 1972.

### In der Nationalmannschaft
İsmet Yurtsü spielte von 1961 bis 1963 viermal für die Türkei.

## Erfolge
Galatasaray Istanbul
- Türkischer Fußballpokal: 1965, 1966